# Hybosoridae
Hybosoridae är en familj av skalbaggar. Hybosoridae ingår i överfamiljen Scarabaeoidea, ordningen skalbaggar, klassen egentliga insekter, fylumet leddjur och riket djur. Enligt Catalogue of Life omfattar familjen Hybosoridae 650 arter. 

## Bildgalleri

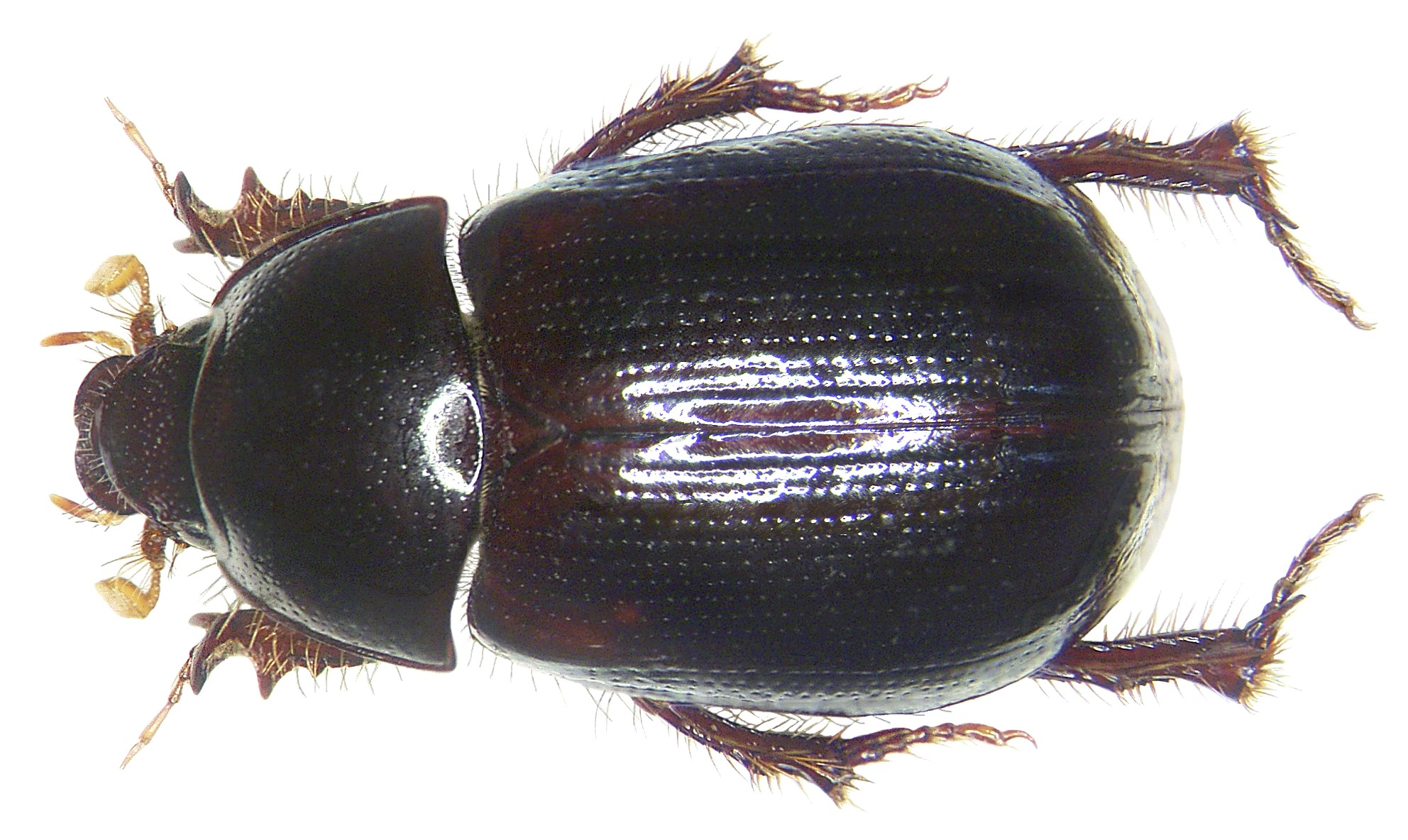

## Dottertaxa till Hybosoridae, i alfabetisk ordning[1]
- Acanthocerodes
- Aegidiellus
- Aegidinus
- Aegidium
- Afrocloetus
- Allidiostoma
- Anaides
- Aneilobolus
- Anopsiostes
- Antiochrus
- Apalonychus
- Aporolaus
- Araeotanypus
- Astaenomoechus
- Aulisostes
- Baloghianestes
- Besuchetostes
- Brenskea
- Callophilharmostes
- Callosides
- Carinophilharmostes
- Celaenochrous
- Ceratocanthoides
- Ceratocanthopsis
- Ceratocanthus
- Chaetodus
- Chaetophilharmostes
- Cloeotus
- Coilodes
- Congomostes
- Cretanaides
- Cryptogenius
- Cryptophilharmostes
- Cryptosphaeroides
- Cyphopisthes
- Daimothoracodes
- Dicraeodon
- Ebbrittoniella
- Eusphaeropeltis
- Germarostes
- Glyptogermarostes
- Goudotostes
- Hapalonychoides
- Holophilarmostes
- Hybochaetodus
- Hybosoroides
- Hybosorus
- Hypseloderus
- Ivieolus
- Kuijtenous
- Liparochrus
- Macrophilharmostes
- Madrasostes
- Martinezostes
- Melanophilharmostes
- Metachaetodus
- Microphaeochroops
- Microphaeolodes
- Mimaphodius
- Mimocoelodes
- Nesopalla
- Orubesa
- Oxymorostes
- Pachyplectrus
- Pantolasius
- Paraegidium
- Parallidiostoma
- Paulianostes
- Perignamptus
- Petrovitzostes
- Phaeochridius
- Phaeochroops
- Phaeochrous
- Phaeocroides
- Philharmostes
- Procoilodes
- Protanaides
- Protohybosorus
- Pseudopterorthochaetes
- Pseudosynarmostes
- Pterorthochaetes
- Scarabaeinus
- Scarabatermes
- Seleucosorus
- Synarmostes
- Totoia
- Trachycrusus
- Tyrannasorus
- Xenocanthus